# Jim Ward (acteur)
Pour les articles homonymes, voir Jim Ward (homonymie) et Ward.
Jim Ward est un acteur américain, né le 19 mai 1959 à New York.

## Filmographie

### Cinéma
- 1985 : Area 88 : Mickey Simon
- 1988 : Tapeheads : Dutch Reagan
- 1988 : Patty Hearst : le journaliste
- 1989 : Douma et ses amis : l'annonceur
- 1990 : Les Jetson, le film
- 1990 : Quick Change : l'artiste de la police
- 1992 : Porco Rosso
- 1992 : Galaxies Are Colliding : le psychopathe
- 1997 : Casper l'apprenti fantôme : Stretch
- 1998 : American Alien : le fanatique de model-rocket
- 1998 : Casper et Wendy : Stretch
- 2001 : The Zeros : le journaliste mutant
- 2001 : Le Voyage de Chihiro : River Spirit
- 2001 : After April : Shudra
- 2002 : Spider-Man : le coordinateur du projet
- 2002 : La Planète au trésor, un nouvel univers : voix additionnelles
- 2004 : La ferme se rebelle : voix additionnelles
- 2006 : Ultimate Avengers : Herr Kleiser
- 2006 : Cars
- 2006 : Ultimate Avengers 2 : Herr Kleiser
- 2006 : Cendrillon et le Prince (pas trop) charmant : voix additionnelles
- 2007 : Mosaic : le guide et le détective belliqueux
- 2008 : WALL-E : l'annonceur
- 2010 : Kung-Fu Magoo aux jeux diablolympiques : Général Bonkopp
- 2010 : Superman/Batman : Apocalypse : le DJ
- 2011 : Highclimber : Patty
- 2011 : Chillerama : M. Frank
- 2012 : Le Lorax : voix additionnelles
- 2012 : Batman: The Dark Knight Returns, Part 1 : l'avocat de Femur
- 2012 : Rex, le roi de la fête : voix additionnelles
- 2012 : The Last War Crime : George Tenet
- 2013 : Les Zévadés de l'espace : Grey
- 2013 : Monstres Academy : voix additionnelles
- 2013 : Moi, moche et méchant 2 : voix additionnelles
- 2014 : Party Central : Papa
- 2015 : Vice-versa : voix additionnelles
- 2015 : Les Minions : voix additionnelles
- 2015 : Avril et le Monde truqué
- 2016 : Ratchet et Clank : Capitaine Qwark
- 2016 : Batman : Le Retour des justiciers masqués (Batman: Return of the Caped Crusaders) : James Gordon (voix)

### Jeu vidéo
- 1996 : Shattered Steel
- 1997 : Nuclear Strike : voix additionnelles
- 1998 : King's Quest : Masque d'éternité : plusieurs personnages
- 1998 : Grim Fandango : Hector LeMans et Doug
- 1999 : Star Wars, épisode I : La Menace fantôme : plusieurs personnages
- 2000 : Star Wars Episode I: Racer : Mars Guo et Fud Sang
- 2000 : Escape from Monkey Island : Drunk et Tony
- 2001 : Star Wars: Starfighter : plusieurs personnages
- 2001 : Return to Castle Wolfenstein : un soldat nazi
- 2001 : Star Trek: Armada II
- 2002 : Star Wars: Racer Revenge : Mars Guo et Scorch Zanales
- 2002 : Star Wars: Jedi Starfighter : voix additionnelles
- 2002 : Le Seigneur des anneaux : Les Deux Tours : Saruman
- 2002 : Ratchet and Clank : Capitaine Qwark et autres personnages
- 2002 : Star Wars: Bounty Hunter : plusieurs personnages
- 2003 : Command and Conquer: Generals
- 2003 : Indiana Jones et le Tombeau de l'empereur : un soldat
- 2003 : Star Wars: Knights of the Old Republic
- 2003 : Command and Conquer: Generals - Heure H
- 2003 : Call of Duty : un officier allemand
- 2003 : SOCOM II: U.S. Navy SEALs : un opérateur russe
- 2003 : Ratchet and Clank 2 : Capitaine Qwark et Abercombie Fizzwidget
- 2004 : Painkiller : Asmodeus
- 2004 : Doom 3 : voix additionnelles
- 2004 : Ratchet and Clank 3 : Capitaine Qwark et Scorpio
- 2004 : EverQuest II : Ott Stompgut et Rysian Gladewalker
- 2004 : Vampire: The Masquerade - Bloodlines : Maximillian Strauss, Isaac Abrams et Grünfeld Bach
- 2004 : Metal Gear Solid 3: Snake Eater : Directeur Granin
- 2004 : Bob l'éponge, le film : voix additionnelles
- 2004 : Le Seigneur des anneaux : La Bataille pour la Terre du Milieu : les Gondorian
- 2005 : Resident Evil 4 : Jack Krauser
- 2005 : Destroy All Humans! : Bert Whither
- 2005 : Killer7 : Toru Fukushima
- 2005 : X-Men Legends II : L'Avènement d'Apocalypse : Colosse
- 2005 : Bons baisers de Russie : voix additionnelles
- 2005 : Ratchet: Gladiator : Capitaine Qwark et ShellShock
- 2005 : The Outfit : Hitler
- 2006 : Dirge of Cerberus: Final Fantasy VII
- 2006 : 24 heures chrono, le jeu : voix additionnelles
- 2006 : Le Seigneur des anneaux : La Bataille pour la Terre du Milieu II : les Gondorian
- 2006 : Syphon Filter: Dark Mirror
- 2006 : Titan Quest
- 2006 : Avatar, le dernier maître de l'air : voix additionnelles
- 2006 : Destroy All Humans! 2 : Milenkov et Arkvoodle
- 2006 : Tony Hawk's Project 8
- 2006 : Le Seigneur des anneaux : La Bataille pour la Terre du Milieu II - L'Avènement du Roi-Sorcier : les Gondorian
- 2007 : Ratchet and Clank : La taille, ça compte : Capitaine Qwark et Otto Destructor
- 2007 : Titan Quest: Immortal Throne
- 2007 : Command and Conquer 3 : Les Guerres du Tiberium
- 2007 : Pirates des Caraïbes : Jusqu'au bout du monde : les prisonniers
- 2007 : Lara Croft : Tomb Raider, le berceau de la vie : Pierre DuPont
- 2007 : Conan : Zaguir
- 2007 : Enemy Territory: Quake Wars : Tutorial
- 2007 : Avatar, le dernier maître de l'air : Le Royaume de la Terre en feu : voix additionnelles
- 2007 : Ratchet and Clank : Opération Destruction : Capitaine Qwark
- 2007 : FEAR Perseus Mandate : Rowdy Betters
- 2008 : Command and Conquer 3 : La Fureur de Kane
- 2008 : Iron Man : le contrôleur
- 2008 : Le Monde de Narnia : Le Prince Caspian
- 2008 : Secret Agent Clank : Capitaine Qwark
- 2008 : Mercenaries 2 : L'Enfer des favelas : Ramon Solano et Général Peng
- 2008 : Aion: The Tower of Eternity
- 2008 : Defense Grid: The Awakening : AI
- 2009 : MadWorld : Agent XIII et autres personnages
- 2009 : Wolfenstein : le scribe et l'officier de la Wehrmacht
- 2009 : Ratchet and Clank: A Crack in Time : Capitaine Qwark
- 2009 : Brütal Legend : Roadies et les druides
- 2009 : Call of Duty: Modern Warfare 2 : voix additionnelles
- 2009 : The Saboteur : Vittore
- 2009 : Final Fantasy XIII : les habitants de Cocoon
- 2010 : BioShock 2 : Suresh Sheti
- 2010 : Command and Conquer 4 : Le Crépuscule du Tiberium
- 2010 : Lost Planet 2 : voix additionnelles
- 2010 : White Knight Chronicles : Sarvain et Ledom
- 2010 : Medal of Honor : un journaliste
- 2010 : Fallout: New Vegas : plusieurs personnages
- 2010 : Epic Mickey
- 2011 : Marvel vs. Capcom 3: Fate of Two Worlds : une sentinelle
- 2011 : Dragon Age 2 : Orsino le premier enchanteur
- 2011 : Resident Evil: The Mercenaries 3D : Jack Krauser
- 2011 : Infamous 2 : les piétons
- 2011 : TERA: Rising : Aman
- 2011 : Dungeon Siege III : Seigneur Devonsey
- 2011 : Rage
- 2011 : Ace Combat: Assault Horizon : Molot
- 2011 : Ratchet and Clank: All 4 One : Capitaine Qwark et Commandant Spog
- 2011 : InFamous 2: Festival of Blood : les piétons
- 2011 : Star Wars: The Old Republic : voix additionnelles
- 2012 : Les Royaumes d'Amalur : Reckoning : Fomorus Hugues
- 2012 : Gotham City Impostors
- 2012 : Reality Fighters : Miyagi
- 2012 : Diablo III : Belial
- 2012 : Transformers : La Chute de Cybertron : Perceptor
- 2012 : Guild Wars 2 : Jason, Laki et Tybalt Leftpaw
- 2012 : Assassin's Creed III : voix additionnelles
- 2012 : PlayStation All-Stars Battle Royale : Capitaine Qwark et un soldat de la résistance
- 2012 : Ratchet and Clank: Q-Force : Capitaine Qwark
- 2013 : Tomb Raider : Solarii
- 2013 : Dota 2 : Général Fletcher
- 2013 : Lost Planet 3 : Phil Braddock
- 2013 : Batman: Arkham Origins : un officier du SWAT
- 2013 : Ratchet and Clank: Nexus : Capitaine Qwark
- 2014 : Diablo III: Reaper of Souls : Belial
- 2014 : The Elder Scrolls Online : Mannimarco
- 2014 : WildStar : les Granok, les Ekose et Krogg
- 2014 : Assassin's Creed: Rogue : voix additionnelles
- 2014 : World of Warcraft: Warlords of Draenor
- 2015 : Batman: Arkham Knight : Adamson, Williams et McAllister
- 2015 : Call of Duty: Black Ops III : voix additionnelles
- 2016 : Ratchet and Clank : Capitaine Qwark et autres personnages